# Herrmann-Debroux (métro de Bruxelles)
 (août 2025).
Si vous disposez d'ouvrages ou d'articles de référence ou si vous connaissez des sites web de qualité traitant du thème abordé ici, merci de compléter l'article en donnant les références utiles à sa vérifiabilité et en les liant à la section « Notes et références ».
Pour les articles homonymes, voir Herrmann-Debroux.
Herrmann-Debroux est la station terminus de la ligne 5 du métro de Bruxelles située à Bruxelles, sur la commune d'Auderghem.

## Situation
La station se trouve sous l'avenue Herrmann-Debroux, au croisement avec le boulevard du Souverain, qui lui donne son nom.
Terminus de la ligne 5, elle possède un aiguillage pour permettre aux rames de repartir dans la direction inverse. Elle est précédée par la station Demey sur la ligne 5.

## Histoire
La station est mise en service le 23 mars 1985.

## Service aux voyageurs

### Accès
La station compte deux accès :
- Accès no 1 : situé côté sud de l'avenue Herrmann-Debroux (équipé d'un escalator et d'un ascenseur) ;
- Accès no 2 : situé côté nord de l'avenue Herrmann-Debroux.

Exterieur
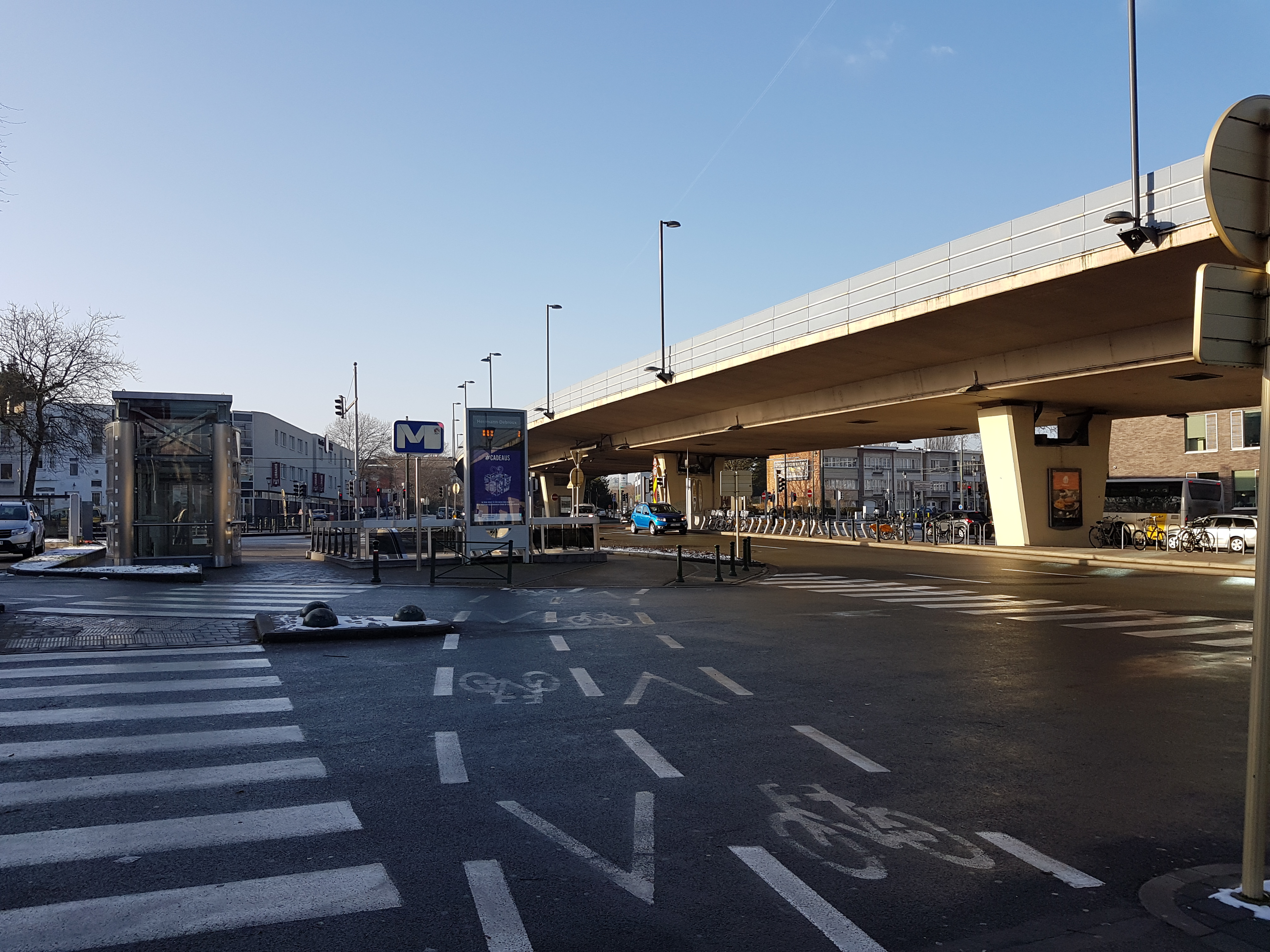
Entrée de la station.
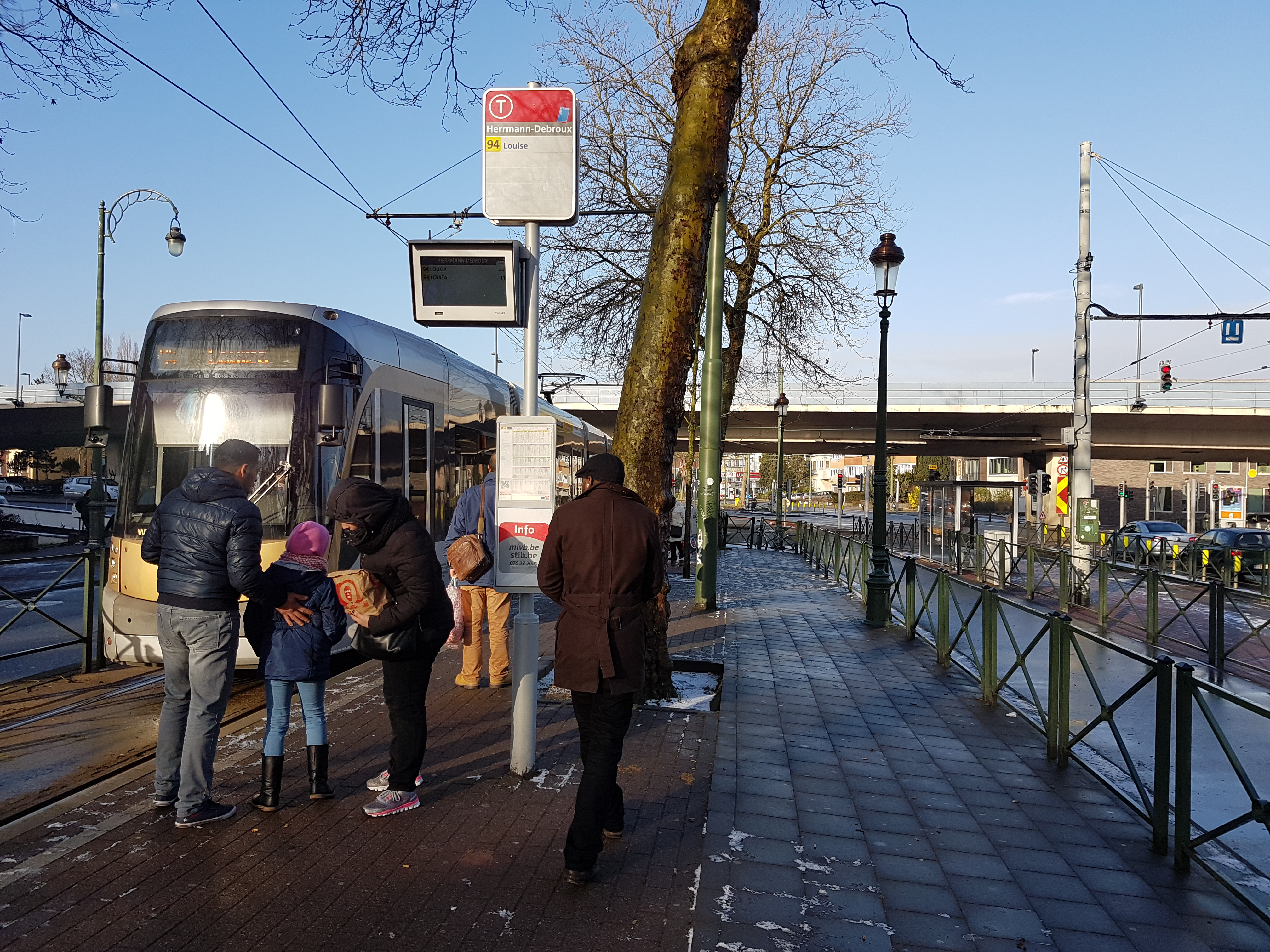
Correspondance avec le tram.

### Quais
La station est de conception classique avec deux voies encadrées par deux quais latéraux.

### Intermodalité
La station est desservie par la ligne 8 du tramway de Bruxelles, par les lignes 41 et 72 des autobus de Bruxelles, par les lignes de bus R75, R76, R78, X77, 504, 546 et 547 du réseau De Lijn, par les lignes 543 et E13 du réseau TEC et, la nuit, par la ligne N09 du réseau Noctis.

## Œuvres d'art

Art
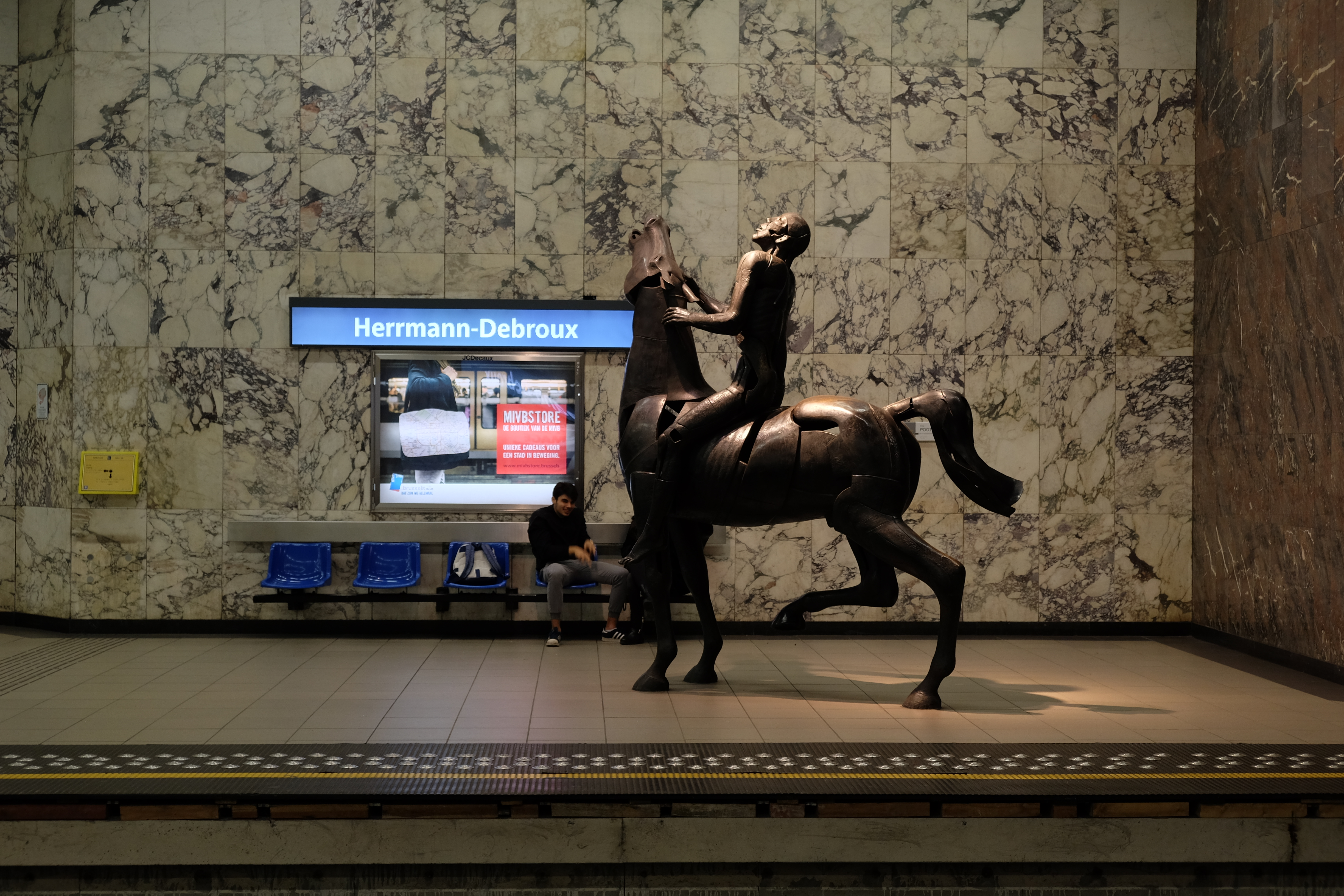
"Ode aan een bergrivier" par Rik Poot
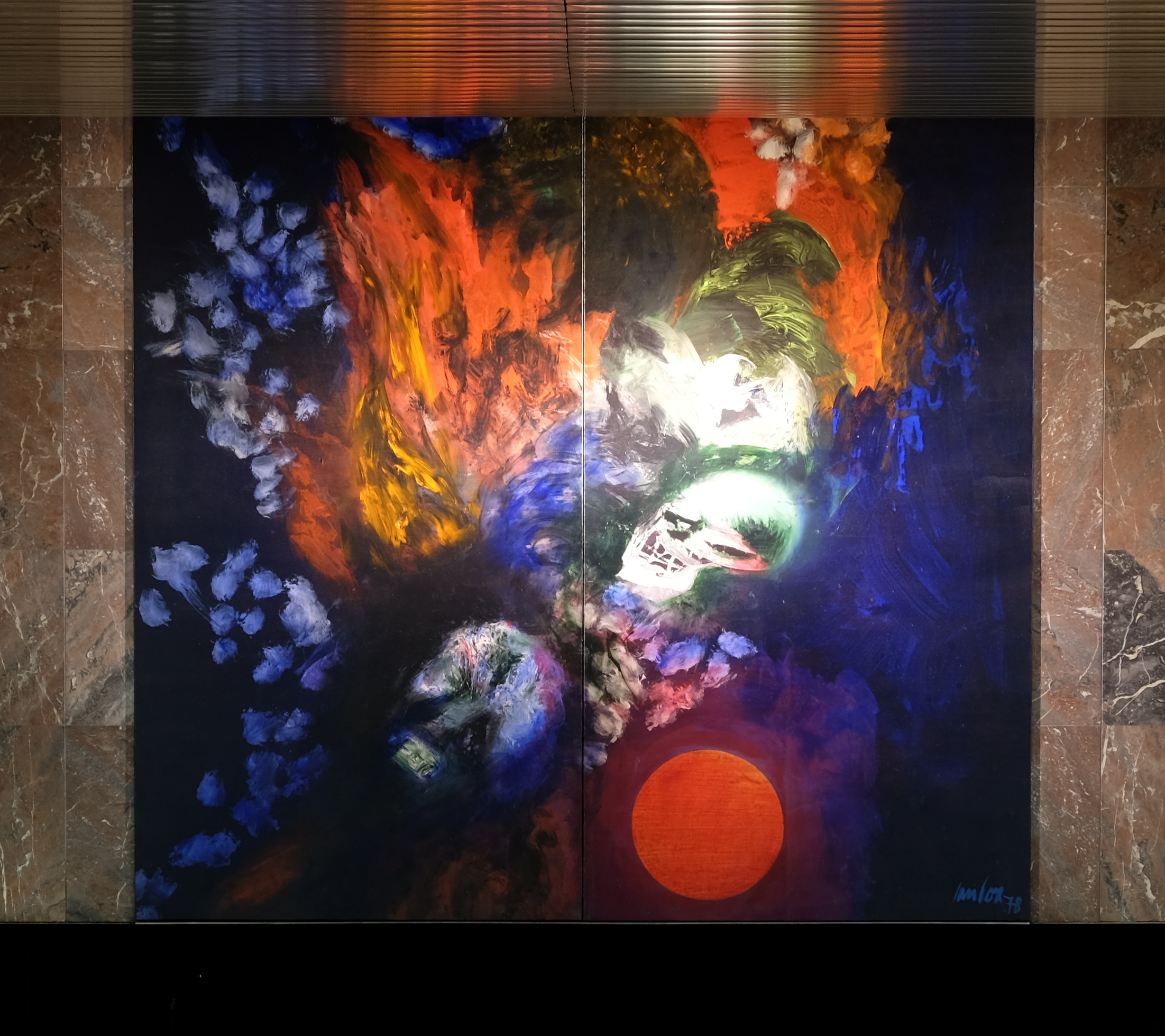
"The fall of Troy" par Jan Cox
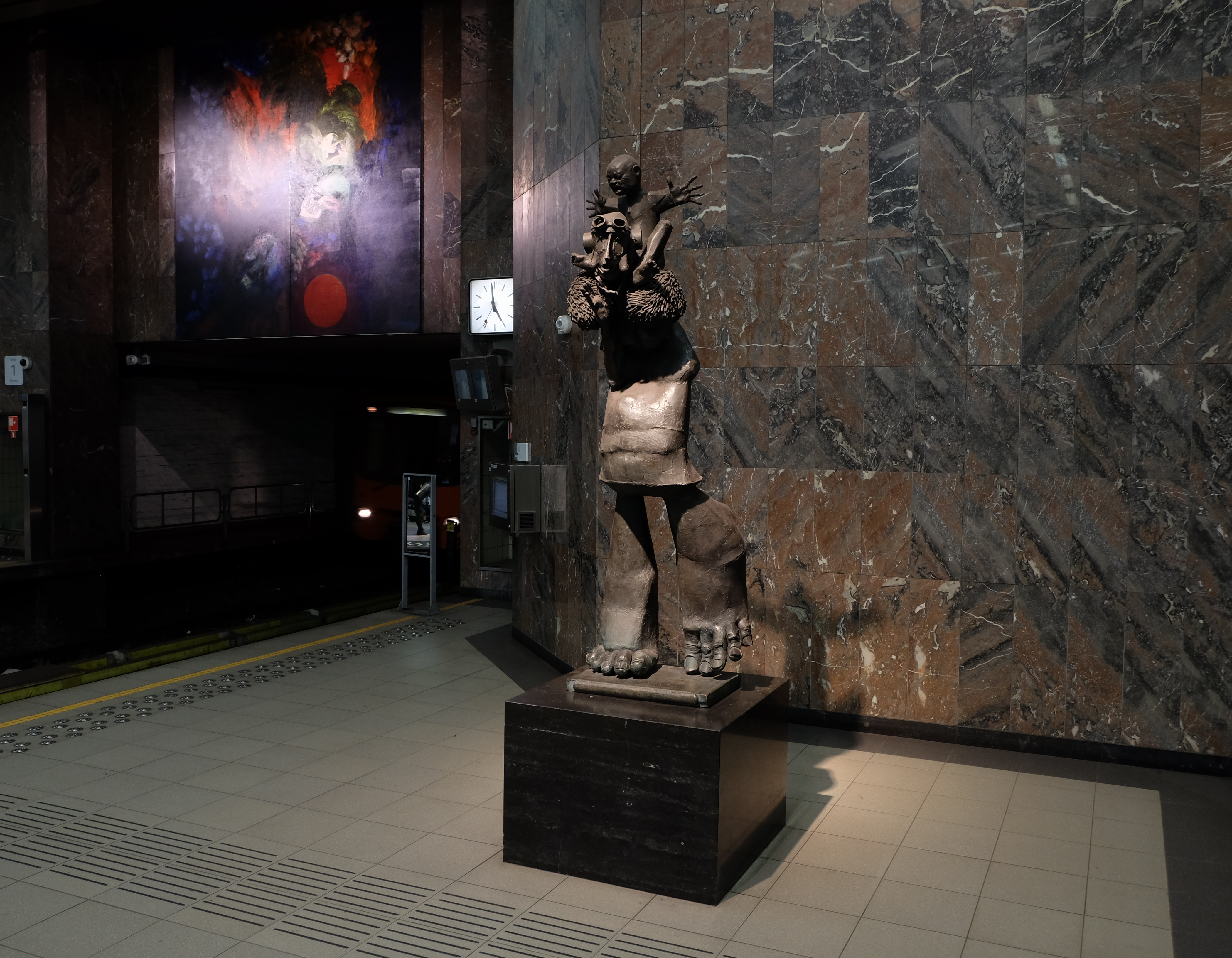
"L'Aviateur" par Roel D'Haese

## À proximité
- Abbaye du Rouge-Cloître
- Forêt de Soignes (centre ADEPS)
- Jardin botanique Jean Massart (ULB)
- Parc du Bergoje
- Parc Seny
- Val Duchesse
- Royale Belge